# 長節湖
長節湖（ちょうぶしこ）は、北海道十勝総合振興局管内の豊頃町にある湖。湖畔にはこの地を詠んだ佐藤春夫文学碑が建立されている。

## 地理
大津市街地から南西約4キロメートルにあり、長節川、長節小沢川が流入し、太平洋に流出する。

## 名称の由来
アイヌ語の「チ・オ・プシ・イ」（自ら・川尻・はじける・ところ）に由来する。

## 自然
湖の砂丘一帯は、「大津海岸長節湖畔野生植物群落」があり、北海道指定天然記念物となっている。
- ハマナス・シロバナハマナス、エゾカンゾウ、エゾキスゲ、ムシャリンドウ、センダイハギ、エゾスカシユリ、ハマフウロ、ヒオウギアヤメ、クロユリ、スズランなどの花が咲く。
- ヒシクイ、マガンの飛来地となっている。
- ワカサギ、ヤマトシジミなどが生息している。

## 利用
- キャンプ場が設置されている[7]。

## アクセス
- ＪＲ豊頃駅から車で30分
- 湖畔東側を北海道道912号大津長節線が通る。